# هفتاد و ششمین مراسم گلدن گلوب
هفتاد و ششمین مراسم گلدن گلوب (انگلیسی: 76th Golden Globe Awards) به افتخار بهترین‌های فیلم و تلویزیون آمریکا در سال ۲۰۱۸، در ۶ ژانویه ۲۰۱۹ و به انتخاب انجمن مطبوعات خارجی هالیوود در هتل بورلی هیلتون بورلی هیلز، کالیفرنیا برگزار و توسط شبکه ان‌بی‌سی در ساعت ۸ شب آمریکا (منطقه زمانی شرقی) به صورت زنده پخش شد. مجری‌های این مراسم ساندرا اوه و اندی سمبرگ بودند.
تری کروس، دانایی گوریرا، لزلی من و کریستین اسلیتر در ۶ دسامبر ۲۰۱۸ نامزدها را معرفی کردند. در این مراسم جایزه غیررقابتی جدیدی برای اولین بار معرفی شد که به برترین‌های تلویزیون تعلق می‌گیرد. این جایزه کارول برنت نام دارد و خود او اولین برنده آن نام گرفت.
کتاب سبز با سه جایزه گلدن گلوب از جمله جایزه گلدن گلوب بهترین فیلم موزیکال یا کمدی بیشترین جوایز را در این مراسم کسب کرد. فیلم‌های راپسودی بوهمی و رما با دو جایزه در رتبه بعد قرار گرفتند. در تلویزیون، روش کامینسکی و ترور جانی ورساچه: داستان جنایی آمریکایی با دو جایزه برنده بیشترین جوایز تلویزیونی شدند. جف بریجز برای دستاوردهایش برنده جایزه گلدن گلوب سیسیل بی دمیل شد.

## جوایز و نامزدی‌ها

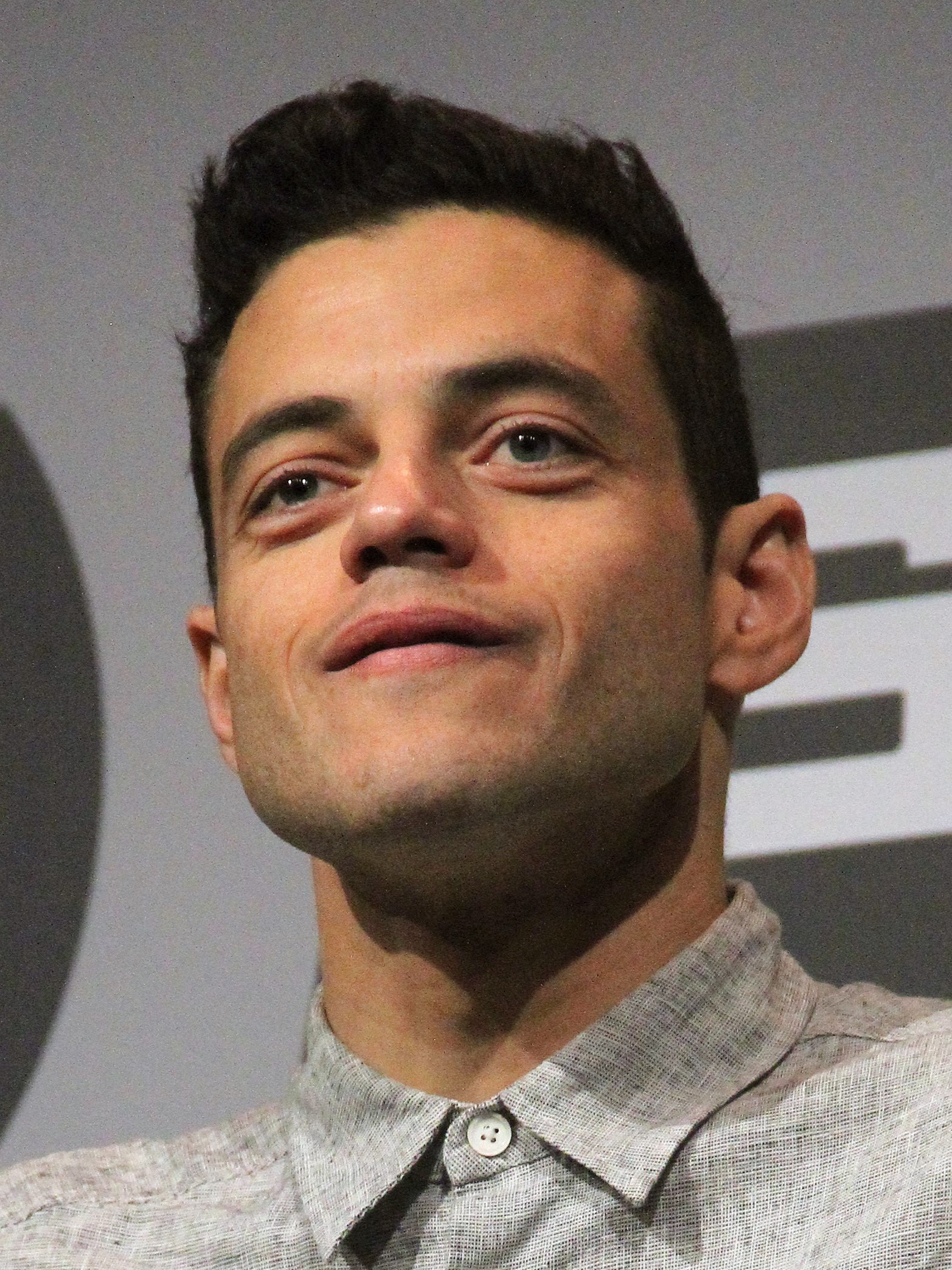
رامی ملک، برنده بهترین بازیگر مرد فیلم درام

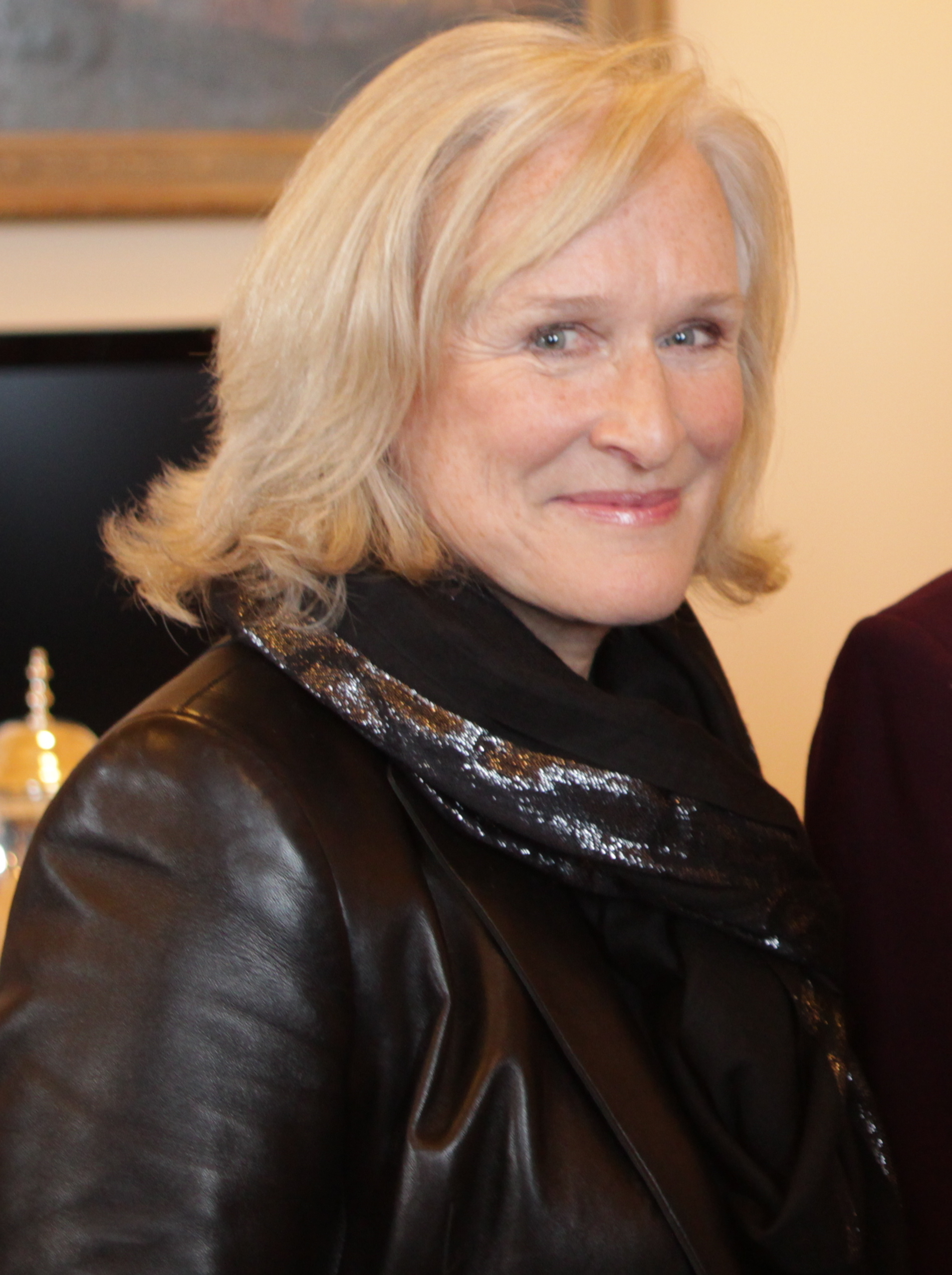
گلن کلوز، برنده بهترین بازیگر زن فیلم درام

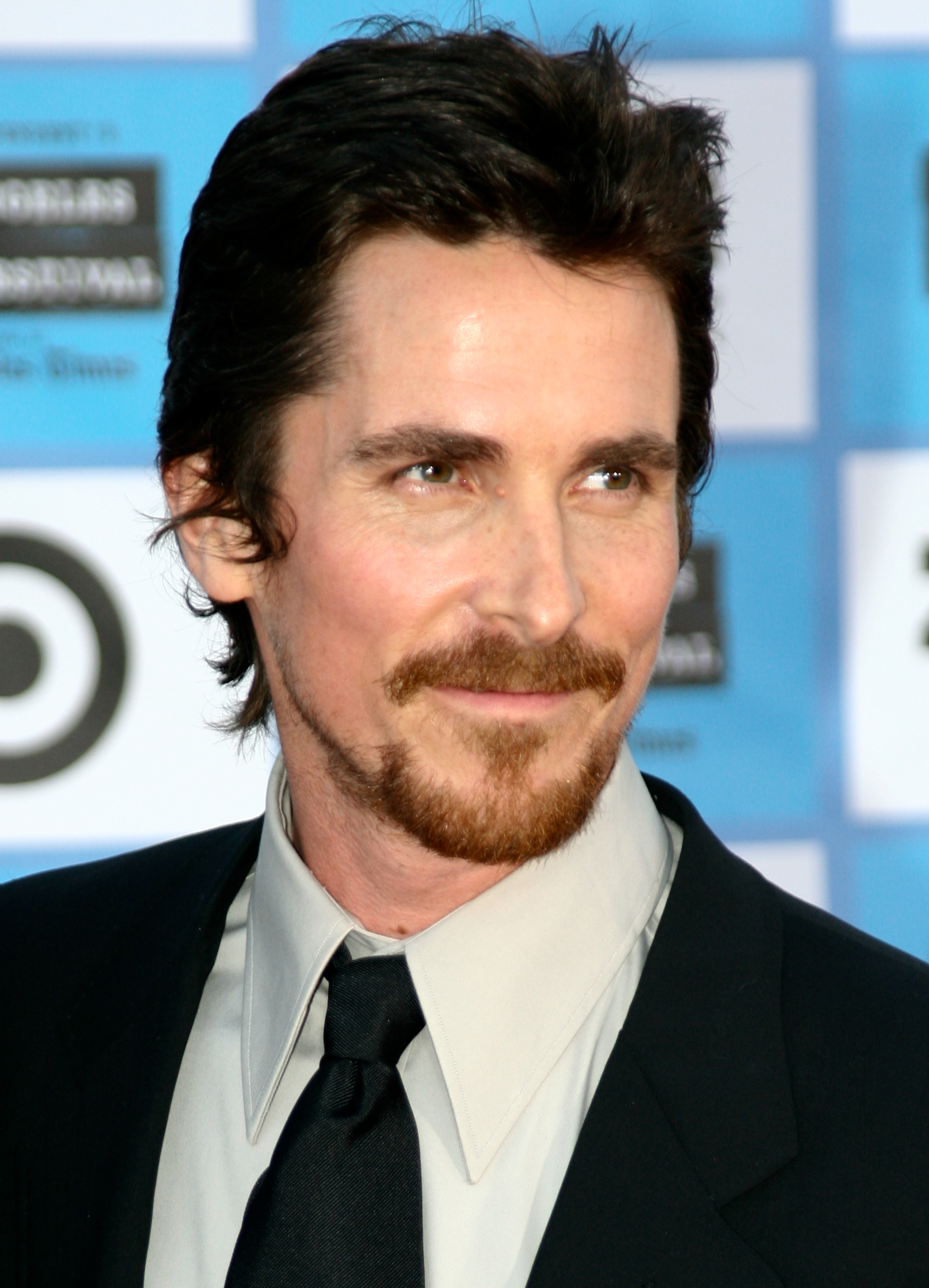
کریستین بیل، برنده بهترین بازیگر مرد فیلم موزیکال یا کمدی

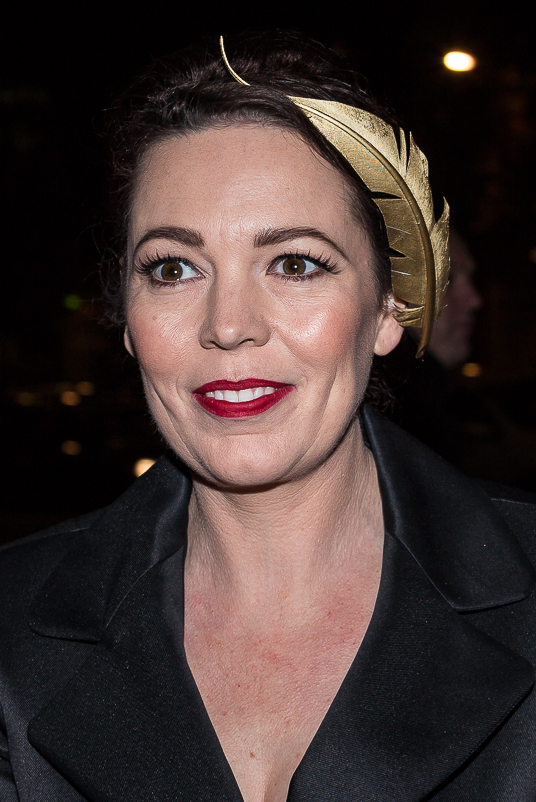
الیویا کلمن، برنده بهترین بازیگر زن فیلم موزیکال یا کمدی

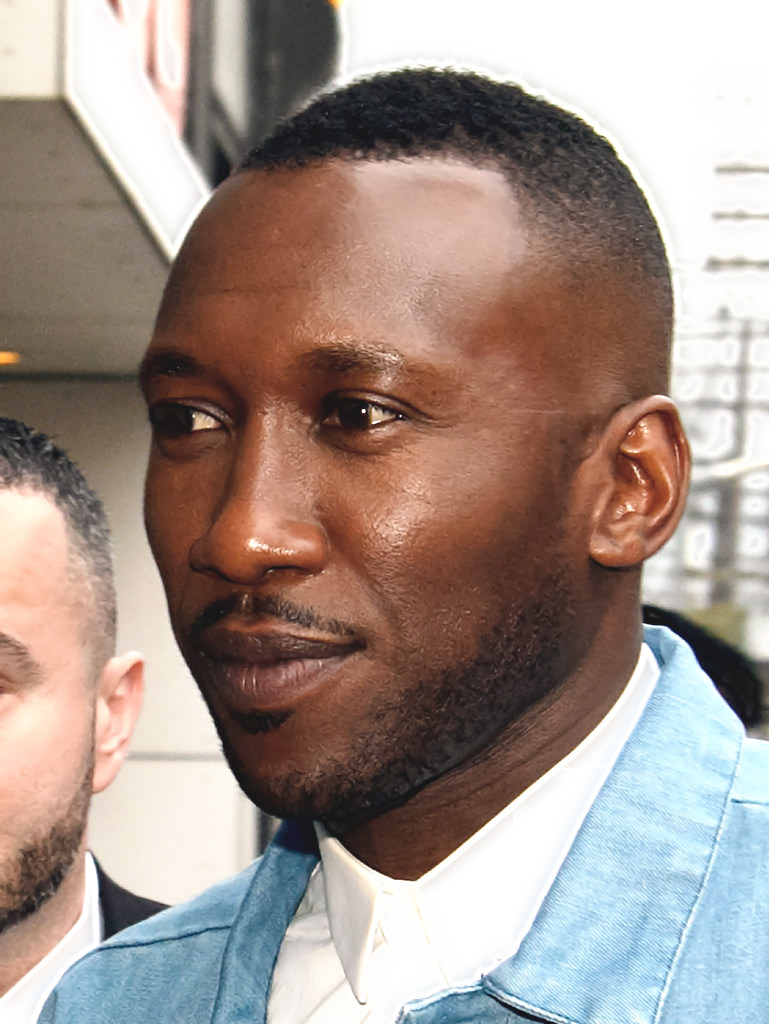
ماهرشالا علی، برنده بهترین بازیگر نقش مکمل مرد

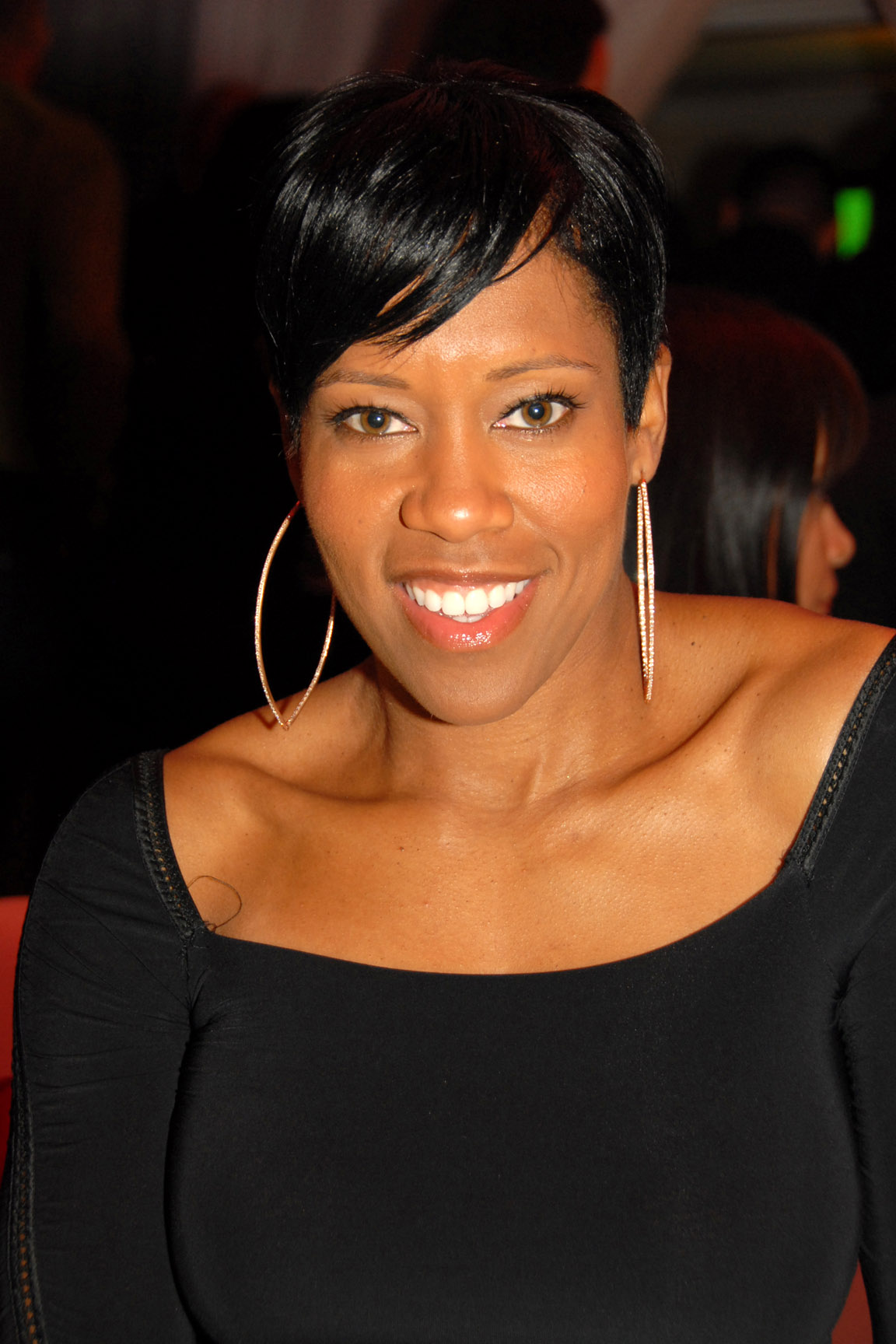
رجینا کینگ، برنده بهترین بازیگر نقش مکمل زن

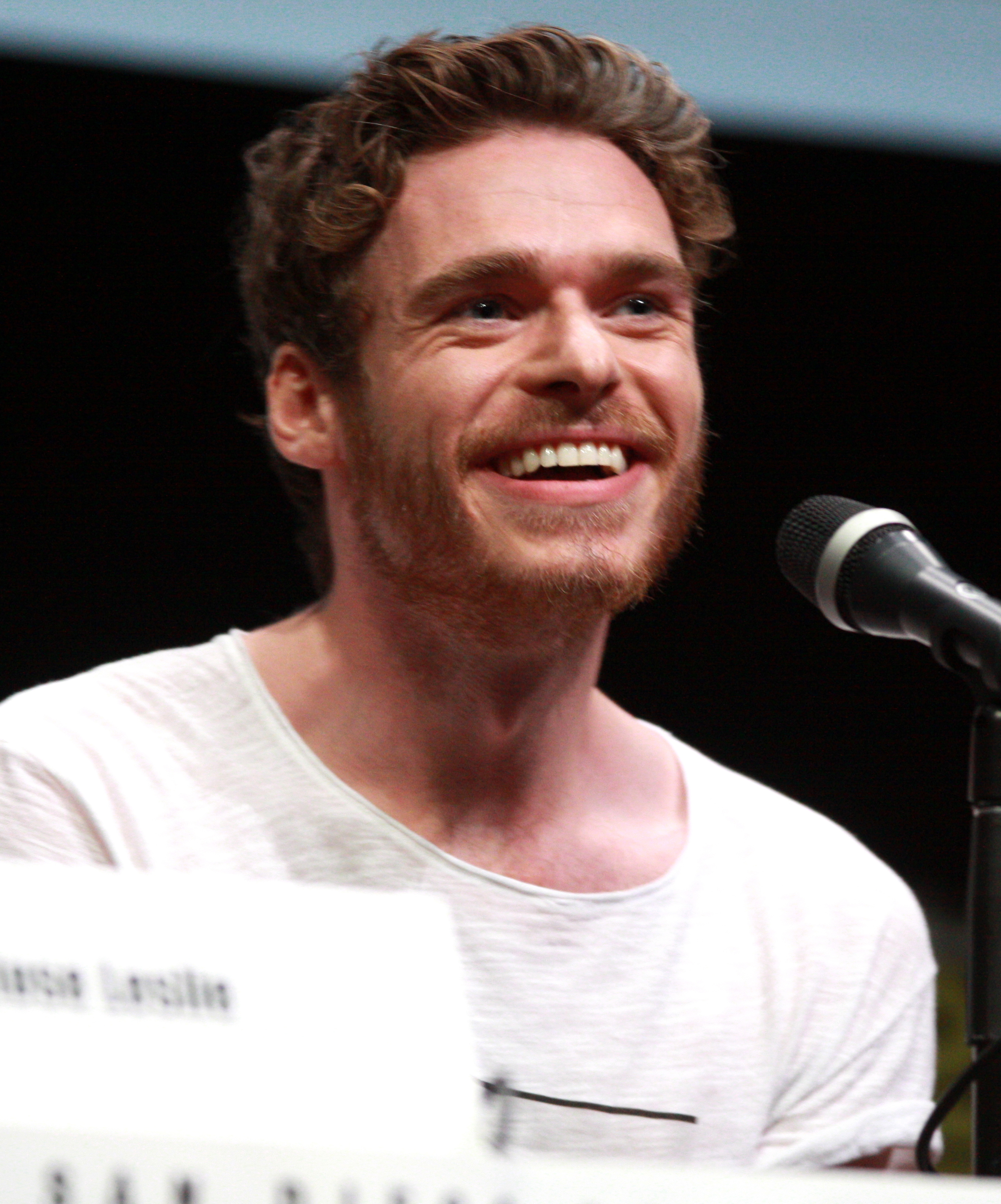
ریچارد مدن، برنده بهترین بازیگر مرد مجموعه تلویزیونی درام

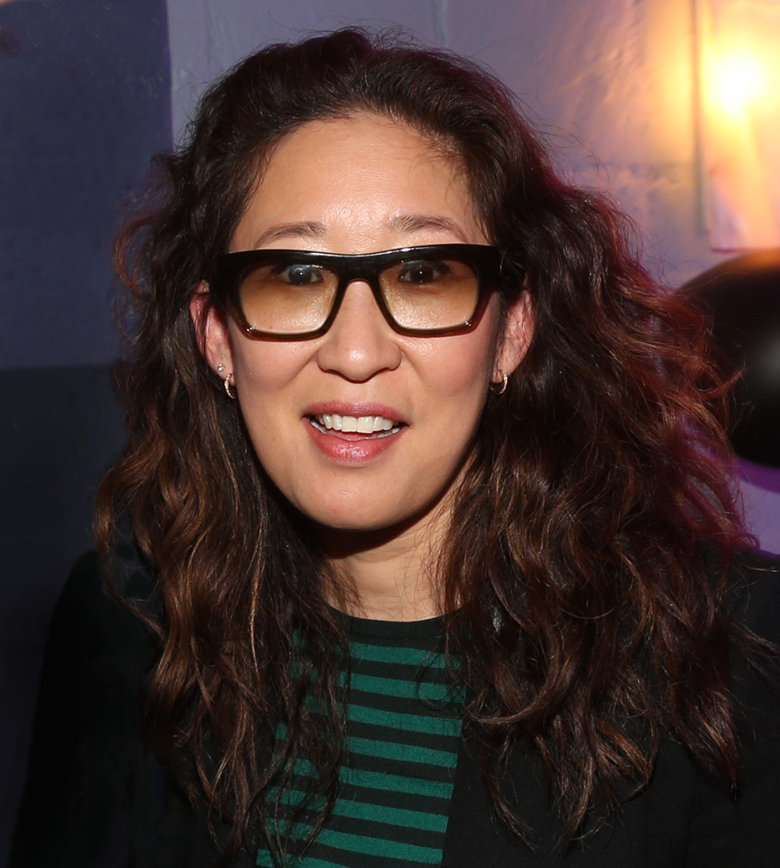
ساندرا اوه، برنده بهترین بازیگر زن مجموعه تلویزیونی درام

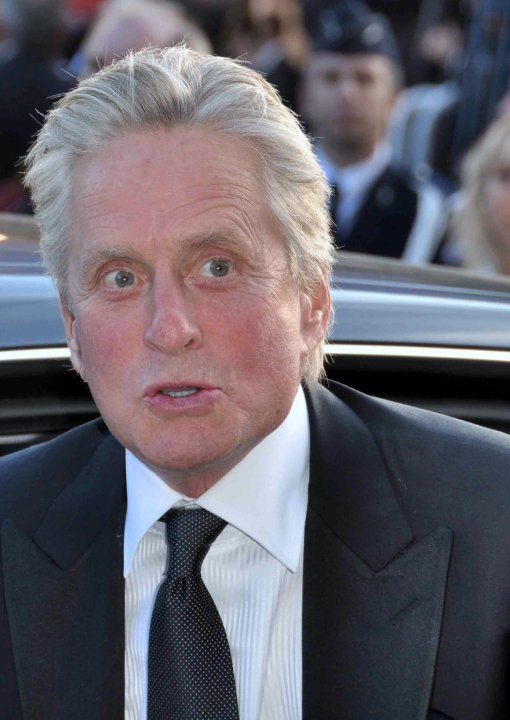
مایکل داگلاس، بهترین بازیگر مرد مجموعه تلویزیونی موزیکال یا کمدی

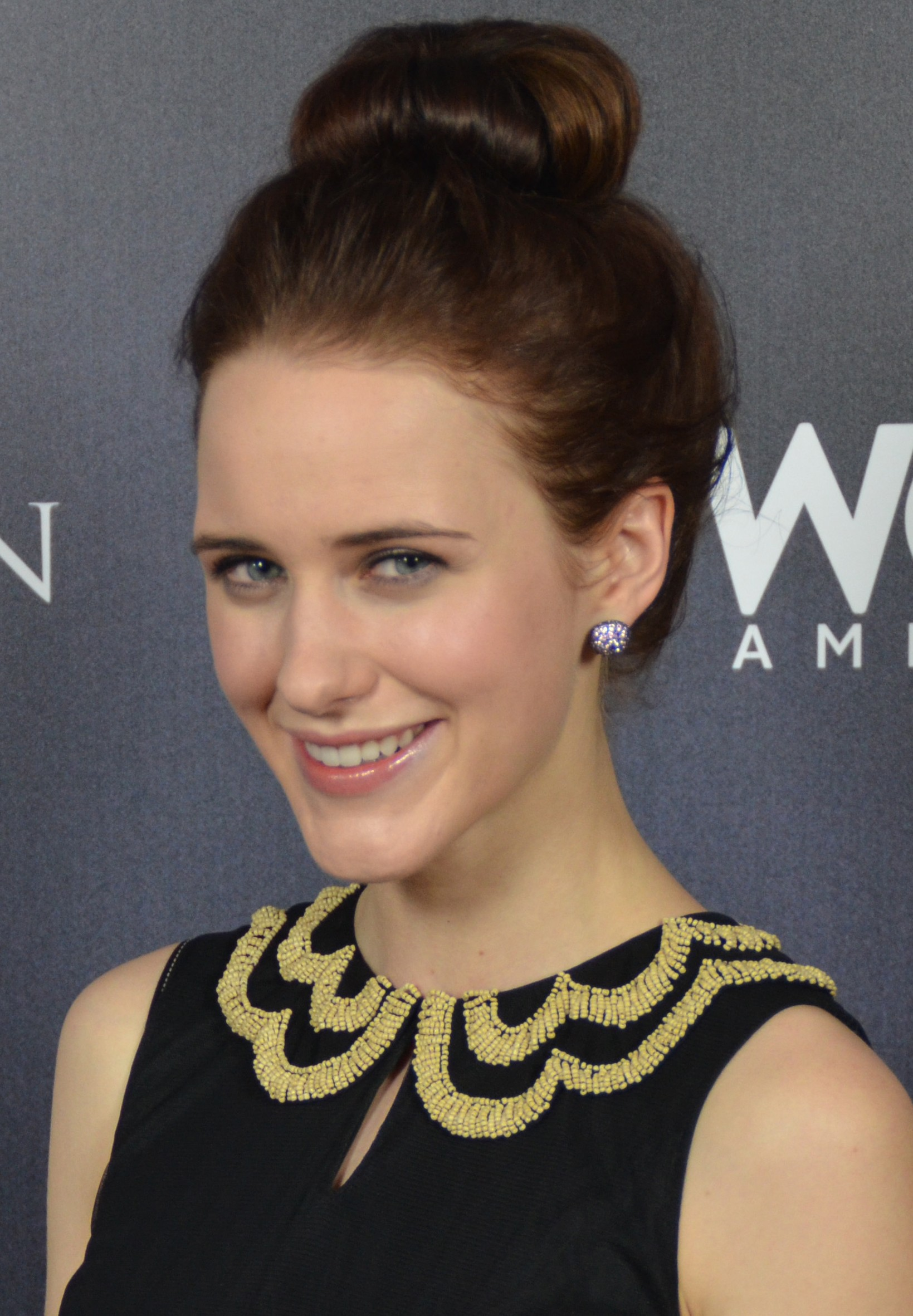
ریچل بروزناهان، بهترین بازیگر زن مجموعه تلویزیونی موزیکال یا کمدی

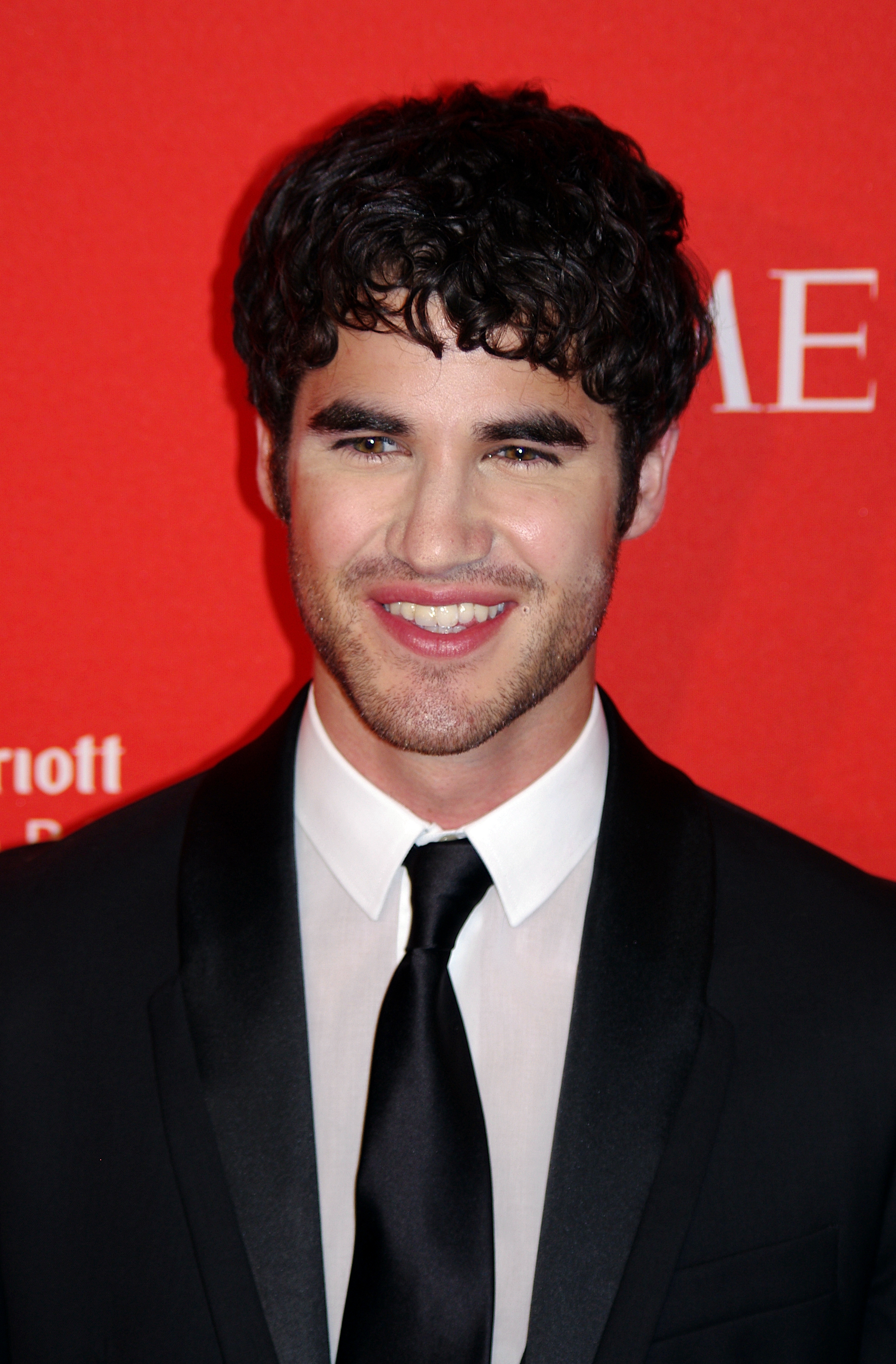
دارن کریس، برنده بهترین بازیگر مرد سریال کوتاه یا فیلم تلویزیونی

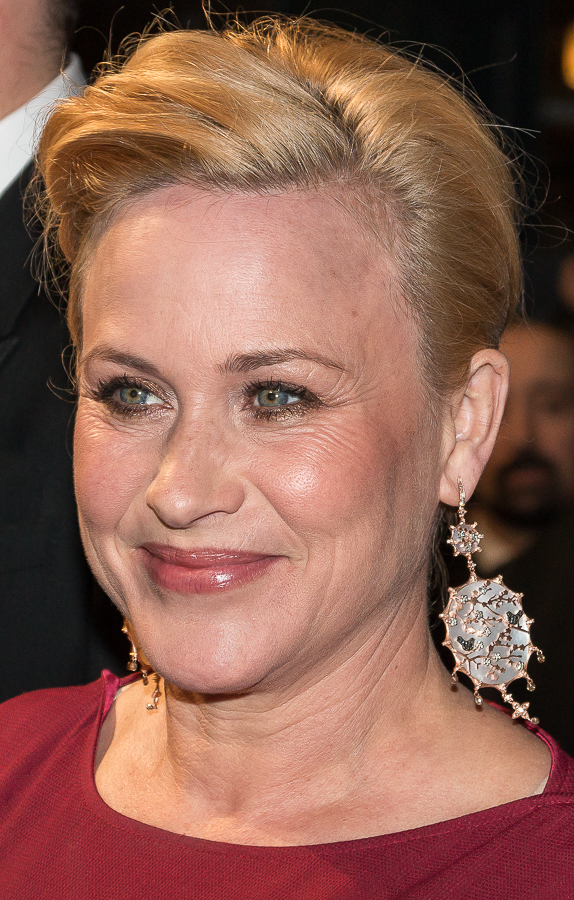
پاتریشا آرکت، برنده بهترین بازیگر نقش زن سریال کوتاه یا فیلم تلویزیونی

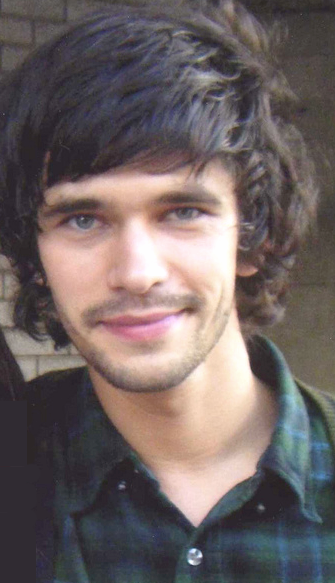
بن ویشاو، بهترین بازیگر نقش مکمل مرد سریال کوتاه یا فیلم تلویزیونی

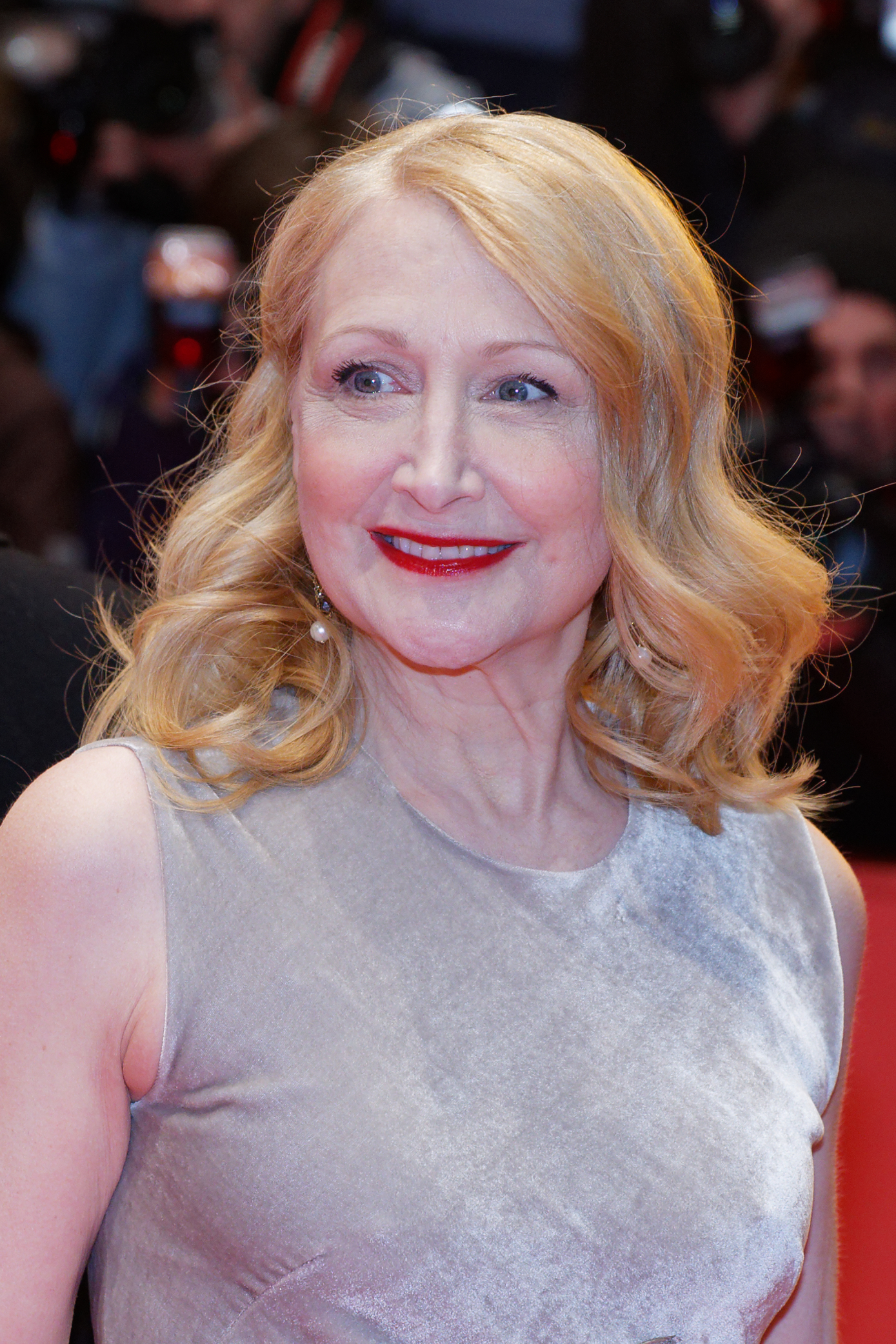
پاتریشا کلارکسون، برنده بهترین بازیگر نقش مکمل زن سریال کوتاه یا فیلم تلویزیونی

### فیلم
| بهترین فیلم | بهترین فیلم |
| درام | موزیکال کمدی |
| --- | --- |
| - راپسودی بوهمی - پلنگ سیاه - بلکککلنزمن - اگر خیابان بیل می‌توانست حرف بزند - ستاره‌ای زاده شده‌است                                                          | - کتاب سبز - آسیایی‌های خرپول - سوگلی - بازگشت مری پاپینز - معاون |
| بهترین اجرای فیلم درام | |
| بازیگر مرد | بازیگر زن |
| - رامی ملک – راپسودی بوهمی - بردلی کوپر – ستاره‌ای زاده شده‌است - ویلم دفو – بر دروازه ابدیت - لوکاس هجز – پسر پاک شد - جان دیوید واشینگتن – بلکککلنزمن      | - گلن کلوز – همسر - لیدی گاگا – ستاره‌ای زاده شده‌است - نیکول کیدمن – نابودگر - ملیسا مک‌کارتی – می‌تونی مرا ببخشی؟ - رزمند پایک – یک جنگ خصوصی                                          |
| بهترین اجرای فیلم - موزیکال یا کمدی | |
| بازیگر مرد | بازیگر زن |
| - کریستین بیل – معاون - لین-منیول میراندا – بازگشت مری پاپینز - ویگو مورتنسن – کتاب سبز - رابرت ردفورد – پیرمرد و تفنگ - جان سی ریلی – استن و الی          | - الیویا کلمن – سوگلی - امیلی بلانت – بازگشت مری پاپینز - السی فیشر – کلاس هشتم - شارلیز ترون – تالی - کنستانس وو – آسیایی‌های خرپول                                                  |
| بهترین اجرای برای نقش مکمل در فیلم- درام، موزیکال یا کمدی                                                                                                  | |
| بازیگر نقش مکمل مرد | بازیگر نقش مکمل زن |
| - ماهرشالا علی – کتاب سبز - تیموتی شالامی – پسر زیبا - آدام درایور – بلکککلنزمن - ریچارد ای گرانت – می‌تونی مرا ببخشی؟ - سم راکول – معاون                   | - رجینا کینگ – اگر خیابان بیل می‌توانست حرف بزند - ایمی آدامز – معاون - کلر فوی – نخستین انسان - اما استون – سوگلی - ریچل وایس – سوگلی                                                |
| دیگر | |
| بهترین کارگردانی | بهترین فیلم‌نامه |
| - آلفونسو کوارون – رما - بردلی کوپر – ستاره‌ای زاده شده‌است - پیتر فارلی – کتاب سبز - اسپایک لی – بلکککلنزمن - آدام مک‌کی – معاون                             | - برایان هایس، پیتر فارلی و نیک واللونگا – کتاب سبز - آلفونسو کوارون – رما - دبورا دیویس و تونی مکنامارا – سوگلی - بری جنکینز – اگر خیابان بیل می‌توانست حرف بزند - آدام مک‌کی – معاون |
| بهترین موسیقی | بهترین ترانه اقتباسی |
| - جاستین هورویتز – نخستین انسان - مارکو بلترامی – یک مکان ساکت - الکساندر دسپلا – جزیره سگ‌ها - لودویگ گورانسون – پلنگ سیاه - مارک شیمن – بازگشت مری پاپینز | - "کم‌عمق" – ستاره‌ای زاده شده‌است - "همه ستاره‌ها" – پلنگ سیاه - "دختری در فیلم‌ها" – دامپلین' - "مرثیه‌ای برای سرباز جنگ" – یک جنگ خصوصی - "مکاشفه" – پسر پاک شد                         |
| بهترین فیلم پویانمایی | بهترین فیلم خارجی‌زبان |
| - مرد عنکبوتی: به درون دنیای عنکبوتی - شگفت‌انگیزان ۲ - جزیره سگ‌ها - میرای - رالف اینترنت را خراب می‌کند: رالف خرابکار ۲                                     | - رما - کفرناحوم - دختر - هرگز روی برنگردان - دزدان فروشگاه |

### فیلم‌های با چند نامزدی
۱۶ فیلم در چند بخش نامزد شده‌اند که بیشترین نامزدی متعلق به فیلم معاون به کارگردانی آدام مککی است.
| نامزدی‌ها | فیلم‌ها                           |
| -------- | -------------------------------- |
| ۶        | معاون                            |
| ۵        | سوگلی                            |
| ۵        | کتاب سبز                         |
| ۵        | ستاره‌ای زاده شده‌است              |
| ۴        | بلکککلنزمن                       |
| ۴        | بازگشت مری پاپینز                |
| ۳        | پلنگ سیاه                        |
| ۳        | اگر خیابان بیل می‌توانست حرف بزند |
| ۳        | رما                              |
| ۱        | راپسودی بوهمی                    |
| ۱        | پسر پاک شد                       |
| ۱        | می‌تونی مرا ببخشی؟                |
| ۱        | آسیایی‌های خرپول                  |
| ۱        | نخستین انسان                     |
| ۱        | جزیره سگ‌ها                       |
| ۱        | یک جنگ خصوصی                     |

### فیلم‌های با چند جایزه
فیلم‌های زیر برنده چند جایزه شدند:
| برنده | فیلم          |
| ----- | ------------- |
| ۳     | کتاب سبز      |
| ۲     | راپسودی بوهمی |
| ۲     | رما           |

### تلویزیون
| بهترین مجموعه تلویزیونی | بهترین مجموعه تلویزیونی |
| جایزه گلدن گلوب بهترین مجموعه تلویزیونی – درام | جایزه گلدن گلوب بهترین مجموعه تلویزیونی – کمدی یا موزیکال |
| --- | --- |
| - آمریکایی‌ها - محافظ شخصی - هوم‌کامینگ - کشتن ایو - ژست | - روش کامینسکی - بری - جای خوب - شوخی کردن - خانم میزل شگفت‌انگیز |
| بهترین بازی در یک مجموعه تلویزیونی - درام | |
| بهترین بازیگر مرد | بهترین بازیگر زن |
| - ریچارد مدن – محافظ شخصی در نقش گروهبان دیوید باد - جیسون بیتمن – اوزارک در نقش مارتین «مارتی» برد - استفن جیمز – هوم‌کامینگ در نقش والتر کروز - بیلی پورتر – ژست در نقش پری تل - متیو ریس – آمریکایی‌ها در نقش فیلیپ جنینگز                                                     | - ساندرا اوه – کشتن ایو در نقش ایو پولاستری - کترینا بلف – غریبه در نقش کلر فریزر - الیزابت ماس – سرگذشت ندیمه در نقش جون آزبورن/ آفرد - جولیا رابرتس – هوم‌کامینگ در نقش هیدی برگمن - کری راسل – آمریکایی‌ها در نقش الیزابت جنینگز                                                             |
| بهترین بازی در یک مجموعه تلویزیونی - موزیکال یا کمدی | |
| بهترین بازیگر مرد | بهترین بازیگر زن |
| - مایکل داگلاس – روش کامینسکی در نقش سندی کامینسکی - ساشا بارون کوهن – آمریکا کیه؟ در نقش‌های مختلف - جیم کری – شوخی کردن در نقش جف پیکیریلو - دونالد گلاور – آتلانتا در نقش ارنست «ارن» مارکس/ تدی پرکینز - بیل هیدر – بری در نقش بری برکمن/ بری بلاک                           | - ریچل بروزناهان – خانم میزل شگفت‌انگیز در نقش میریام «میج» میزل - کریستن بل – جای خوب در نقش النور شلستروپ - کندیس برگن – مورفی براون در نقش مورفی براون - الیسون بری – گلو در نقش راث «زویا د دیسترویا» وایدر - دبرا مسینگ – ویل و گریس در نقش گریس آدلر                                     |
| بهترین بازی در سریال کوتاه یا فیلم تلویزیونی | |
| بهترین بازیگر مرد | بهترین بازیگر زن |
| - دارن کریس – ترور جانی ورساچه: داستان جنایی آمریکایی در نقش اندرو کونانان - آنتونیو باندراس – نابغه در نقش پابلو پیکاسو - دانیل برول – روان‌پزشک در نقش دکتر لازلو کریزلر - بندیکت کامبربچ – پاتریک ملروز در نقش پاتریک ملرز - هیو گرانت – رسوایی‌ای بس انگلیسی در نقش جرمی ثورپ | - پاتریشا آرکت – فرار به دانمورا در نقش تیلی میچل - ایمی آدامز – چیزهای تیز در نقش کامیل پریکر - کانی بریتون – جان کثیف در نقش دبرا نویل - لورا درن – داستان در نقش جنیفر فاکس - رجینا کینگ – هفت ثانیه در نقش لاتریس باتلر                                                                   |
| بهترین بازی مکمل در مجموعه تلویزیونی، سریال کوتاه یا فیلم تلویزیونی | |
| نقش مکمل مرد | نقش مکمل زن |
| - بن ویشاو – رسوایی‌ای بس انگلیسی در نقش نورمن جوزف - آلن آرکین – روش کامینسکی در نقش نورمن نیولندر - کیرن کالکین – جانشینی در نقش رومن روی - ادگار رامیرز – ترور جانی ورساچه: داستان جنایی آمریکایی در نقش جانی ورساچه - هنری وینکلر – بری در نقش جین کوسینیو                   | - پاتریشا کلارکسون – چیزهای تیز در نقش ادورا کرلین - الکس بورستین – خانم میزل شگفت‌انگیز در نقش سوزی میرسون - پنه‌لوپه کروز – ترور جانی ورساچه: داستان جنایی آمریکایی در نقش دناتلا ورساچه - تندی نیوتون – وست‌ورلد در نقش میو میلای - ایوان استراهاوسکی – سرگذشت ندیمه در نقش سرنا جوی واترفورد |
| بهترین مجموعه کوتاه | |
| - ترور جانی ورساچه: داستان جنایی آمریکایی - روان‌پزشک - فرار به دانمورا - چیزهای تیز - رسوایی‌ای بس انگلیسی | |

### مجموعه‌های تلویزیونی با چند نامزدی
برنامه‌های تلویزیونی زیر در چند رشته نامزد شده‌اند:
| نامزدی‌ها | برنامه‌های تلویزیونی                     |
| -------- | --------------------------------------- |
| ۴        | ترور جانی ورساچه: داستان جنایی آمریکایی |
| ۳        | آمریکایی‌ها                              |
| ۳        | بری                                     |
| ۳        | هوم‌کامینگ                               |
| ۳        | روش کامینسکی                            |
| ۳        | خانم میزل شگفت‌انگیز                     |
| ۳        | چیزهای تیز                              |
| ۳        | رسوایی‌ای بس انگلیسی                     |
| ۲        | روان‌پزشک                                |
| ۲        | محافظ شخصی                              |
| ۲        | فرار به دانمورا                         |
| ۲        | جای خوب                                 |
| ۲        | سرگذشت ندیمه                            |
| ۲        | شوخی کردن                               |
| ۲        | کشتن ایو                                |
| ۲        | ژست                                     |

### مجموعه‌های با چند جایزه
دو مجموعه زیر برنده چند جایزه شدند:
| برنده | مجموعه تلویزیونی                        |
| ----- | --------------------------------------- |
| ۲     | ترور جانی ورساچه: داستان جنایی آمریکایی |
| ۲     | روش کامینسکی                            |

### جایزه گلدن گلوب سیسیل بی دمیل
- جف بریجز[۷]

### جایزه کارول برنت
- کارول برنت[۴][۸]

### سفیر گلدن گلوب
- ایسان البا[۹]

## مراسم

### معرفی‌کنندگان
- بردلی کوپر و لیدی گاگا بهترین بازیگر مرد مجموعه تلویزیونی موزیکال یا کمدی
- چادویک بوزمن، دانای گوریرا، مایکل بی.جردن، و لوپیتا نیونگو بهترین پویانمایی و معرفی پلنگ سیاه
- الیویا کلمن، اما استون، و ریچل وایس معرفی سوگلی
- کیلی کوئوکو، جانی گالکی، و جیم پارسونز بهترین بازیگر مرد مجموعه تلویزیونی درام و بهترین مجموعه تلویزیونی درام
- آدام درایور و جان دیوید واشینگتن معرفی بلکککلنزمن
- تراجی پی. هنسون و جینا رادریگز بهترین بازیگر نقش مکمل مرد برای مجموعه کوتاه یا فیلم تلویزیونی
- جیمی لی کرتیس و بن استیلر بهترین بازیگر زن مجموعه کوتاه یا فیلم تلویزیونی
- لوسی لیو معرفی آسیایی‌های خرپول
- استیو کارل جایزه کارول برنت
- ادریس البا و تیلور سوئیفت بهترین موسیقی و بهترین ترانه غیراقتباسی
- اکتاویا اسپنسر معرفی کتاب سبز
- الیسون جنی و سم راکول بهترین بازیگر نقش مکمل زن
- کریستن بل و مگان مولالی بهترین بازیگر زن مجموعه تلویزیونی درام
- ایمی پولر و مایا رودولف بهترین بازیگر نقش مکمل مرد و بهترین فیلم‌نامه
- فلیسیتی هافمن و ویلیام اچ میسی بهترین بازیگر نقش مکمل زن مجموعه و فیلم تلویزیونی
- سورشا رونان بهترین بازیگر مرد فیلم موزیکال یا کمدی
- آنتونیو باندراس و کاترین زیتا جونز بهترین فیلم خارجی‌زبان
- تایلر پری معرفی معاون
- تارون اگرتون و امبر هرد بهترین بازیگر مرد مجموعه کوتاه یا فیلم تلویزیونی
- کریس پاین جایزه سیسیل بی دمیل
- هریسون فورد بهترین کارگردان
- سام الیوت معرفی ستاره‌ای متولد می‌شود
- استرلینگ کی براون، جاستین هارتلی، و کریسی متز بهترین بازیگر زن و بهترین مجموعه تلویزیونی موزیکال یا کمدی
- امیلی بلانت و دیک ون دایک معرفی بازگشت مری پاپینز
- هلی بری و لنا وایس بهترین مجموعه کوتاه یا فیلم تلویزیونی
- جسیکا چستین و ان هتوی بهترین بازیگر زن فیلم موزیکال یا کمدی
- جنل مونی معرفی اگر خیابان بیل می‌توانست حرف بزند
- مایک مایرز معرفی راپسودی بوهمی
- بیل مری بهترین فیلم موزیکال یا کمدی
- گری اولدمن بهترین بازیگر زن فیلم درام
- ریچارد گی‌یر و جولیان مور بهترین بازیگر مرد فیلم درام
- نیکول کیدمن بهترین فیلم درام

## پخش
برای اولین بار ان‌بی‌سی پلی‌آف لیگ ملی فوتبال ساعت ۴:۴۰ دقیقه بعدازظهر یکشنبه را به عنوان برنامه پیش از گلدن گلوب پخش کرد (که در ساعت ۵ که آغاز مراسم بود در اتفاقی تاریخی پخش آن به شبکه پخش‌کننده دیگر لیگ ملی فوتبال نظیر شبکه رسانه‌ای فاکس منتقل شد). این کار به علت تماشاگران پرشمار مسابقه پلی‌آف بود و انتظار می‌رفت بینندگان گلدن گلوب را که بین سال‌های ۲۰۱۷ تا ۲۰۱۸، ۱۱ درصد سقوط کرده بود، افزایش دهد.
برنامه فرش قرمز گلدن گلوب به جای پخش از ان‌بی‌سی به صورت زنده از فیسبوک واچ پخش شد.